# Seiken Shukumine
Seiken Shukumine (Nago, Okinawa, 9 de diciembre de 1925 - 2001), fue un piloto y artista marcial japonés conocido por ser fundador del estilo de karate Genseiryū.

## Biografía
Shukumine empezó en el karate a los 8 años animado por su padre que era maestro de escuela, y gran amigo de Gichin Funakoshi. 

## Entrenamiento
Shukumine comenzó con su entrenamiento de karate con Anko Sadoyama, gran maestro en Koryū budō (estilo tradicional que usa técnicas chinas). Debido a su entrenamiento con este maestro desarrolló gran habilidad para saltar y reaccionar improvisadamente. Esto le ayudó en el futuro para crear un nuevo estilo. Después de 4 años se tuvo que desplazar a Naha para ir a la escuela. A los 14 años fue aceptado como alumno por Soko Kishimoto, que era muy selectivo con sus alumnos. Una de las condiciones que pedía Kishimoto era que mantuviese en secreto las técnicas aprendidas. Soko no seguía la línea de ningún maestro o estilo sino fue creando y perfeccionando su propio estilo a través de practicar el "Kake Dameshi" (combate libre y real en el que se prueba la técnica de cada uno desafiando a oponentes del mismo arte marcial). Ponía interés a una frase "una técnica, un asunto". Quiere decir que deben escoger bien las técnicas más conforme a cada uno para llegar a dominarla. Repetía que las técnicas debían ser efectivas para los combates reales atacando así a los puntos débiles del enemigo. Shukumine estuvo entrenando con Soko hasta que este falleció. 

## Piloto Kaiten
Durante la Segunda Guerra Mundial, sobre los 18 años fue reclutado por la Armada Imperial Japonesa en la división del Cuerpo de Kamikaze japonés y fue entrenado como piloto Kaiten ("hombre torpedo"), un barco de un solo hombre lleno de explosivos utilizados en ataques suicidas kamikaze contra buques de guerra estadounidenses. Seiken Shukumine fue entrenado para guiar esta pequeña nave a través del laberinto de redes de acero que protegían los acorazados. 
El hecho de esquivar los torpedos enemigos y sortear las redes protectoras de acero americanas, seguramente influyeron en el desarrollo de su estilo de karate. Afortunadamente, Shukimine nunca fue designado para un ataque suicida y sobrevivió a la guerra. Finalizada la II Guerra Mundial, regresó a casa, pero se encontró con Okinawa demolida por los bombardeos y su maestro Kishimoto fallecido durante la Batalla de Okinawa en 1945. Shukumine se retiró en soledad durante un par de años y comenzó a desarrollar su estilo de karate. Empezó a desarrollar su teroría, que surge de los distintos estudios que tuvo Shukumine realizando el movimiento corporal y poder aplicarlo a las diferentes técnicas del karate de forma "natural y racional" para proporcionar velocidad y potencia con la rotación del eje corporal. 

## Genseiryū
Afortunadamente Shukumine nunca fue nominado para un ataque suicida y sobrevivió a la guerra. Pero cuándo regresó a casa se encuentra con una Okinawa devastada por los bombardeos y descubre que su maestro Soko Kishomoto fue asesinado durante la Batalla de Okinawa en 1945. Shukumine se recluyó en soledad durante un par de años y comenzó el desarrollar de su estilo de kárate basado en sus experiencias como piloto de kaiten. Combinó sus nuevas técnicas nuevas con las clásicas aprendidas de sus maestros Sadoyama y Kishimoto, creando con ello las características especiales de Genseiryū.
Combinó sus nuevas técnicas con la técnicas clásicas que había aprendido de sus maestros Anko Sadoyama y Soko Kishimoto, desarrollando así las características especiales de Genseiryu. Shukumine también fue conocido como filósofo. La filosofía básica de Genseriyu persigue la idea de hacer lo inesperado. Creó la teoría básica de: Sen (torbellino), Un (ondas), Hen (nubes), Nen (remolino) y Ten (luminoso). En 1949, Shukumine demostró por primera vez su estilo en público en la ciudad Ito. En 1950, participó en la primera exhibición de su karate en la televisión japonesa, Shukumine ejecutó "Kushanku Dai" (Kenshin-Ryu) y Tamashiwari (rompimiento de 34 tejas). En 1953, Shukumine comenzó a dar lecciones en la base militar de Tachikawa a las Fuerzas de Autodefensa. A comienzos de los años 1950 se dedicó a difundir su técnica al resto de Japón, la que llamó Sansai no Kata y luego anunció el establecimiento de su estilo "Gensei Ryu" (Gen: universo, Sei: control, Ryu: estilo). En 1954 demostró su nueva técnica con el uso de nuevos kata, incluyendo los denominados Koshokun Dai y el Hachidan-Tobi-Geri caracterizada por ocho patadas en le aire. En esa exhibición también estuvieron Hidetaka Nishiyama y Yasuhiro Konishi.
A partir de los años 1960, su estilo comenzó a extenderse fuera de Japón, a países como Estados Unidos, España, Finlandia, Alemania, Brasil, India, etc. En el año 1964 publicó su libro "Shin Karate Do Kyohan" donde desarrolló principalmente el tema de los katas como Sansai, Ten I No Kata, Koryu Bassai, Koryu Kusanku, etc.
En 1965 Shukumine introdujo un nuevo arte marcial, al que llamó Taido, caracterizado por un alto nivel de acrobacias. A partir de ese momento, Shukumine estuvo involucrado principalmente con Taido y muchos de sus alumnos también comenzaron a entrenarlo. A lo largo de los años, algunos alumnos de Seiken Shukumine rechazaron Taido y continuaron Genseiryu. Aunque Seiken Shukumine dejó Genseiryu en 1965, sus estudiantes han continuado enseñando. La organización más antigua existente de Genseiryu que aún existe en la actualidad es la de la Federación Internacional de Karate-do Genseiryu (1959).
A mediados de la década de 70's, Shukumine escribió otro libro que es mucho menos conocido en el mundo del karate que el primero.
El título de este libro es (traducido al inglés) "El entrenamiento de Karate por dibujo completo" y tiene sobre 200 páginas donde describe técnicas de karate, pero también las diferencias entre karate y judo, aikido y Taido, etc.
Seiken Shukumine fallece en el año 2001, a los 75 años de edad.

## Publicaciones
- 新空手道教範 (Shin karatedō kyōhan: Nuevo Modelo de Enseñanza de Karate) (en japonés). 日本文芸社. 1964. Consultado el 17 de diciembre de 2022.
- 祝嶺制献 (1974). 完全図解空手鍛練三カ月: 四肢五体の武器化 : 拳が拳に変わるまで! (en japonés). Nihon Bunkeisha. Consultado el 17 de diciembre de 2022.
- Shukumine, Seiken (1974). Karate Tanren Sankgetsu (en japonés). Nihon Bungeisha.[5]